# Tuczapy (stacja kolejowa)
Tuczapy – dawna handlowa stacja kolejowa kolejki wąskotorowej w Nabrożu, w gminie Łaszczów, w powiecie tomaszowskim, w województwie lubelskim.